# روبه خیس
روبه خیس (به هلندی: Robbe Ghys) (زادهٔ ۱۱ ژانویهٔ ۱۹۹۷) دوچرخه‌سوار اهل بلژیک است.
از باشگاه‌هایی که او در آن‌ها بازی کرده‌است می‌توان به اسپورت فلاندر-بالوزه اشاره کرد.